# Юсуф, Салису
Салису Юсуф (Salisu Yusuf) — нигерийский футболист и футбольный тренер; с апреля по октябрь 2016 года — исполняющий обязанности главного тренера сборной Нигерии.
Как игрок выступал за «Рэнчерс Бис» и «Эль-Канеми Уорриорс», а также за молодёжную сборную Нигерии; в составе «Уорриорс» двукратный обладатель Кубка Нигерии (1991, 1992).
Со слов Юсуфа, его первый тренерский опыт — в 2002 году с командой «Насара» из Зариа; тогда эта малоизвестная команда успешно сыграла в региональном кубковом турнире и приняла участие в национальном кубке. Работал тренером-ассистентом в «Лоби Старз» (в этой должности став обладателем Кубка Нигерии — 2003) и в команде Порт-Харкорта.
В сезоне 2007/08 ассистировал Кадири Икхане в клубе «Кано Пилларс», который тогда стал чемпионом страны впервые в своей истории. Позже возглавлял этот клуб как главный тренер.
В 2011 или 2012 году недолгое время работал с клубом «Тараба». С ноября 2012 по ? — главный тренер ФК «Эньимба»; в этой должности обладатель Кубка Нигерии 2013 года. Затем тренировал «Эль-Канеми Уорриорс».
Как тренер-ассистент сборной Нигерии в разное время помогал Стивену Кеши, Сандею Олисе, Самсону Сиасиа.